# Visible Secret
Pour plus de détails, voir Fiche technique et Distribution.
Visible Secret (幽靈人間, Youling renjian) est un film hongkongais réalisé par Ann Hui, sorti en 2001.

## Synopsis
June est une jeune femme capable de voir des fantômes.

## Fiche technique
- Titre : Visible Secret
- Titre original : 幽靈人間 (Youling renjian)
- Réalisation : Ann Hui
- Scénario : Kwang Abe
- Pays d'origine : Hong Kong
- Format : Couleurs - Dolby Digital - 35 mm
- Genre : Fantastique
- Durée : 101 minutes
- Date de sortie : 2001

## Distribution
- Eason Chan : Peter Wong Choi
- Shu Qi : June / Wong Siu-kam
- Anthony Wong : Wong-lin
- Sam Lee : Simon
- James Wong : Lo Kit
- Lai Yiu-cheung : frère de Peter
- Kara Hui : mère de Siu-kam
- Tony Liu : maître Tsang
- Cheung Tat-ming : chauffeur de taxi
- Jo Kuk : fantôme dans le métro
- Kelly Moo : Little June
- Perry Chan : Dicky
- Tiffany Lee : Carmen
- Rashima Maheubani : Sue
- Ho Fili : Fatso